# Преврат у Љубљани 1918.

## Формирање словеначких војних јединица
Крајем Првог светског рата су се на територији Крањске покрајине и Љубљане налазиле позадинске јединице аустроугарске војске у којима су војници словеначке националности били у већини, као и један број војника словеначке националности који су се у оквиру својих јединица повлачили са фронта. Током октобра 1918. војници словеначке националности су често колективно дезертирали из својих јединица. Одређени број словеначких војника који су се у оквиру Брдског стрељачког пука враћали својим кућама ставио се 2. октобра 1918. под команду Народног збора. У Цељу су 27. октобра 1918. словеначки војници из састава 87. цељског пешадијског пука покидали ознаке аустроугарске војске са својих униформи. Овај пук је био најодликованији пук у целој аустроугарској војсци.
У ноћи између 28. и 29. октобра Национални савет је сазнао да се сутрадан 29. октобра припрема заседање хрватског сабора на којем се намерава објавити проглашење независности Државе Словенаца, Хрвата и Срба. Председништво Националног савета је тада одлучило да декларише придруживање овој одлуци хрватског сабора .
У Љубљани су се 28. октобра 1918. официри словеначке националности у тајности окупили у хотелу Унион и договорили о учешћу на народном митингу, на Конгресном тргу, заказаном за сутрашњи дан. Војницима и официрима је учешће на митингу било најстроже забрањено. Сутрадан 29. октобра 1918. се у поворци окупило 12 официра у униформи и нешто више њих у цивилу. Док су прилазили Баварском двору њихов број нарастао на око 200. Пред државним двором је био главни део прославе на којем су говорили представници народа. Поручник др. Михајло Ростохар одлази на балкон, потеже сабљу и узвикује: „Ми војници отказујемо послушност Аустрији и заклињемо се држави свог народа, Југославији!".

## Преузимање власти у Љубљани 1918.
Сутрадан, 30. октобра 1918. су се официри поново окупили у Народној кафани и између себе одабрали „револуционарни одбор словеначких официра у резерви“ од шест официра који су имали задатак да ступе у контакт са словеначком Владом и да ставе под њихову команду војнике и официре словеначке националности који се налазе у Љубљани. Истог дана је договорена и прва акција новоформиране словеначке војске, разоружавање помоћног батаљона из Мађарске. Овакви батаљони су у аустроугарској војсци били намењени за гушење грађанских немира. У акцији разоружавања помоћног батаљона словеначким војницима и официрима се придружују прво подофицири и војници 53. пука из Загреба који је тог дана путовао на фронт железницом преко Љубљане, а затим и војни заробљеници из Србије, Русије и Чешке које су тог дана ослободили из затвора и наоружали. Укупно их је заједно са ослобођеним заробљеницима било око 600.
Око три сата ујутру, 31. октобра 1918. су се сви упутили ка баракама у којима је био смештен помоћни батаљон и тамо договорили са његовим командантом о транспорту овог батаљона у Мађарску железницом, што је и реализовано истог дана. Капетан Рудолф Бађура је тог 31. октобра 1918. формирао вод војника са којима је испред магистрата скинуо ознаке аустроугарске војске и ставио словеначке тробојнице. До поднева је истог дана са својим водом заузео објекте државне управе у Љубљани. На основу указа Националног савета су одузели све надлежности команданту Љубљанског гарнизона, генералу Ухереку. Национални савет је именовао пуковника Поура за команданта свих војних јединица у Љубљани. Истог дана су словеначки војници преузели контролу над свим љубљанским касарнама а одељења састављена од словеначких војника и припадника народних стража су била постављена на све важније раскрснице и путеве. Поподне је капетан Бађура блокирао путеве на излазима из Љубљане и формирао коридоре за разоружавање којима су се одлазећи официри и војници аустроугарске војске кретали.
"Револуционарни одбор словеначких официра у резерви“ је својим акцијама вршио притисак на Национални савет који у тим тренуцима још увек не жели да преузме власт у Љубљани. Национални савет је тада још декларативно лојалан аустријској влади и обавештава Ламаша (Lammascha) председника владе у Бечу, да жели да преузме само надзор над Уредом за прехрану у Љубљани. Под притиском одбора официра Национални савет 31. октобра преузима контролу над важнијим институцијама у граду и протерује некадашње немачке управнике над тим институцијама.
У Љубљану су 2. новембра 1918. почели пристизати бројни војници под командом маршала Бороевића у повратку са италијанског фронта. Одбор официра организује штампање летака на више језика којима се ови војници позивају да предају оружје и врате се кућама. Словеначки војници су их без икаквих сукоба разоружавали у фабрици дувана и упућивали на главну железничку станицу. Немци и Мађари су се усмеравали ка Целовецу а Хрвати ка Загребу.

## Мобилизација
Током октобра и на самом почетку новембра 1918. је значајан број словеначких официра и војника још увек био у јединицама аустроугарске или аустријске војске, удаљеним од територије коју већином насељавају Словенци. Због тога су у циљу одржавања реда и мира, у условима када велики број војника у повратку са фронтова (око 1,5 милиона у нереду прелази преко ове територије, организоване словеначке Народне Страже које су често сачињавали припадници соколских организација. Национални савет у часопису Словенац објављује 31. октобра 1918. текст следеће садржине:
ЖИВЕЛА РЕПУБЛИКА!
Југословенски официри и војници! Национални савет позива све југословенске официре, подофицире и војнике да се пријаве у народну војску!''
Истог дана је основана словеначка Народна влада СХС у којој је Ловро Погачник водио послове народне одбране. Ловро Погачник у име словеначка Владе СХС истог дана саставља позив свим Словенцима у саставу војске аустроугарске. У овом позиву их обавештава да је основана влада за Словенију и да не одлажу оружје и одлазе својим кућама, већ да се у Љубљани, Цељу и Трсту прогласе словеначком војском и ставе под команду оних словеначких официра који су се заклели на верност држави СХС. Тог дана је у Загребу установљен II Војни округ и словеначка војска добила формалан назив који је задржала све до фебруара 1919.. Словеначки војници су положили свечану заклетву 4. новембра 1918.
Словеначка Народна Влада је 8. новембра 1918. проглашава мобилизацију мушкараца од 18. до 40 година. Словеначка Влада СХС од државне банке узима кредит од 5 милиона круна у циљу исплате зараде војницима. За војнике је било планирано да добијају 4 круне дневно, а за подофицире 5 круна и храна. Нема прецизних података о одзиву на овај позив на мобилизацију. У циљу дезинформисања непријатеља објављиване су вести којима се не може превише веровати. Ишло се дотле да је 7. новембра било објављено да је у Љубљани и околини окупљено 200.000 одлично наоружаних словеначких војника. Овакве вести су суштински утицале и на расплет догађаја 1. новембра 1918. у Цељу и Марибору. Народна влада је због тога позвала све управе у саставу II војног округа да пошаљу спискове војника у њиховом саставу, списак подређених јединица, списак команданата итд. Нажалост, оригинални пописи II војног округа су касније „нестали“.
Команда у Љубљани је у првој половини новембра организовала праву војску са ваздухопловством и морнарицом. Словеначка Народна Влада је са једне стране желела да има снажну и добро организовану војску а са друге стране због антиратног расположења већине грађана није желела да буде сматрана за милитаристичну.